# Royal Landmark Tower
La Royal Landmark Tower (總太東方帝國) est un gratte-ciel résidentiel de Taichung dans le centre de l'ile de Taïwan. Haut de 158 mètres, il a été achevé en 2010 (2011 selon Gaoloumi).
L'architecte est Xu Xianrui .